# Редкліфф (Зімбабве)
Редкліфф (англ. Redcliff) — місто в центральній частині Зімбабве, на території провінції Мідлендс.

## Географія
Розташований приблизно за 219 км на північному сході від Булавайо. Абсолютна висота — 1306 метрів над рівнем моря.

## Населення
За даними на 2015 рік чисельність населення становить 28 936 осіб.
Динаміка чисельності населення міста за роками:
| 1975  | 1990   | 2000   | 2015   |
| ----- | ------ | ------ | ------ |
| 6 229 | 17 906 | 23 897 | 28,936 |

## Економіка
Місто розташоване у надзвичайно багатому залізом районі, і виробництво сталі є основним джерелом доходу з моменту його заснування на початку 20 століття. Компанія Zimbabwe Iron and Steel Company (ZISCO, раніше RISCO, заснована в 1942 році), що базується в Редкліфф, була найбільшим роботодавцем міста, поки не закрилася у 2008 році.